# Csound
Csound — це мова програмування, призначена для роботи над музичним звуком, розробку якої було засновано Баррі Верко в Массачусетському технологічному університеті в 1984 році. Csound отримала чисельні відгуки від дослідників та музикантів зі всього світу.
Приблизно 1991 року, Джон Фітч портував Csound на Microsoft DOS. Тепер ця програма працює на різноманітних версіях Unix та Linux, Microsoft DOS та Windows та на всіх версія Mac OS, включаючи Mac OS X.
Попри те що з'явилися новіші програми, як то Max/MSP, PD, jMax чи Open Sound World, що мають графічні редактори патчів, чи такі, що використовують розвиненіші техніки в розробці програм (як об'єктно-орієнтований SuperCollider), проте Csound все ще має найбільший та найрізноманітніший набір генераторів, найкраще задокументована та може працювати на найбільшій кількості платформ. Можливо скомпілювати Csound для роботи з арифметикою подвійної точності для найвищої якості звуку, тож можна сказати напевно, що Csound є одним з найпотужніших інструментів для роботи зі звуком серед коли-небудь створених.
Додатково до класичних версій Csound та CsoundAC, існує багато інших версій та фронтендів, багато з яких можна знайти на www.csounds.com

## Запуск Csound з командного рядка
Csound генерує звук із двох файлів — файла оркестра та файла нот (.orc та .sco відповідно), або з одного уніфікованого .csd файлу. Csound розроблявся для запуску з-під термінала або вікна DOS, але може бути запущеним з простішого у використанні фронтенду. Нотний файл (.sco) може бути в одному з різних форматів, залежно від налаштувань користувача. Трансляція, сортування та форматування в можливий до виконання оркестром формат виконується препроцесорами; увесь нотний файл, чи його частина потім відсилаються в оркестр. Виконання оркестром залежить від командних флагів, що встановлюють кількість відображаємої інформації та повідомлення консолі, файли для введення/виведення, частоту дискретизації та розрядність семплів та описують real-time введення/виведення.
Опції для Csound можуть бути вказані у п'яти місцях, що обробляються в такому порядку:
1. Власні налаштування Csound за замовчуванням.
2. Файл вказаний у системній змінній CSOUNDRC, або ж файл .csoundrc в домашній теці
3. Файл .csoundc в поточній теці
4. Тег в .csd файлі
5. Параметри передані за допомогою командної строки

Пізніші опції за пріоритетом вищі за більш ранні. З версії 5.01 Csound, частота семплів та контролерів, встановлена де завгодно за допомогою флагів -r та -k, вища за пріоритетом ніж sr, kr та ksmps визначені в заголовці .orc файлу.

## Синтаксис командного рядка
Наступним за командою csound йде перелік прапорців та ім'я файлів оркестра (.orc) та нот (.sco) або ж уніфікованого файлу .csd (він містить і оркестр й ноти).
Прапорці, що контролюють введення та виведення, можуть з'явитись будь-де в командному рядку, окремо чи разом. Прапорець, якому потрібно ім'я або число знайде його в цьому аргументі, або ж в безпосередньо наступному. Тож такі командні рядки еквівалентні:
```
csound -nm3 orchname -Sxxfilename scorename
csound -n -m 3 orchname -x xfilename -S scorename
```

Всі прапорці та імена не є обов'язковими. Значенням за замовчуванням є командний рядок:
```
csound -s -otest -b1024 -B1024 -m7 -P128 orchname scorename
```

де orchname то ім'я файлу оркестру, а scorename — стандартний числовий файл нот, що опціонально може бути відсортованим та підданий змінам аа часом.
Якщо файл нот не вказано, є два варіанти стандартних опцій:
1. якщо очікується real-time введення (наприклад прапорці -L, -M, -iadc або -F) то файл нот заміняється на команду «f 0 3600» (тобто: приймати ноти з real-time введення протягом часу)
2. В іншому випадку Csound використовує попередньо оброблений score.srt в поточній теці

На різних стадіях роботи з партитурою та оркестром Csound інформує про стан виконання, проводить різні синтаксичні перевірки. Щойно розпочалося виконання, будь-яку помилку буде відображено, де б вона не з'явилась — в партитурі чи безпосередньо в генераторах.

## Запуск зразків програм, з інструкції до Csound
Більшість зразків з інструкції до Csound готові до запуску без додавання будь-яких флагів командного рядка, тому що вони вже вказані всередині .csd файлу у
тезі, тож вам лише набрати щось на зразок:
```
csound oscil.csd
```

всередині теки, де міститься зразок і отримати аудіо реального часу.
- Робимо електронну музику власноруч